# Abja-Paluoja
Abja-Paluoja város Észtország déli részén, Viljandi megyében. Mulgi község székhelye. A 2017-es közigazgatási reformig Abja községhez tartozott. Mulgiföld (Mulgimaa) történelmi régió központja. 2021-ben Abja-Paluoja a Finnugor Kulturális Főváros.